# Baobab afrykański
Baobab afrykański, baobab właściwy (Adansonia digitata L.) – gatunek drzewa z rodziny ślazowatych, zaliczany do podrodziny wełniakowych. Występuje w stanie dzikim w tropikalnej i subtropikalnej Afryce.

## Charakterystyka

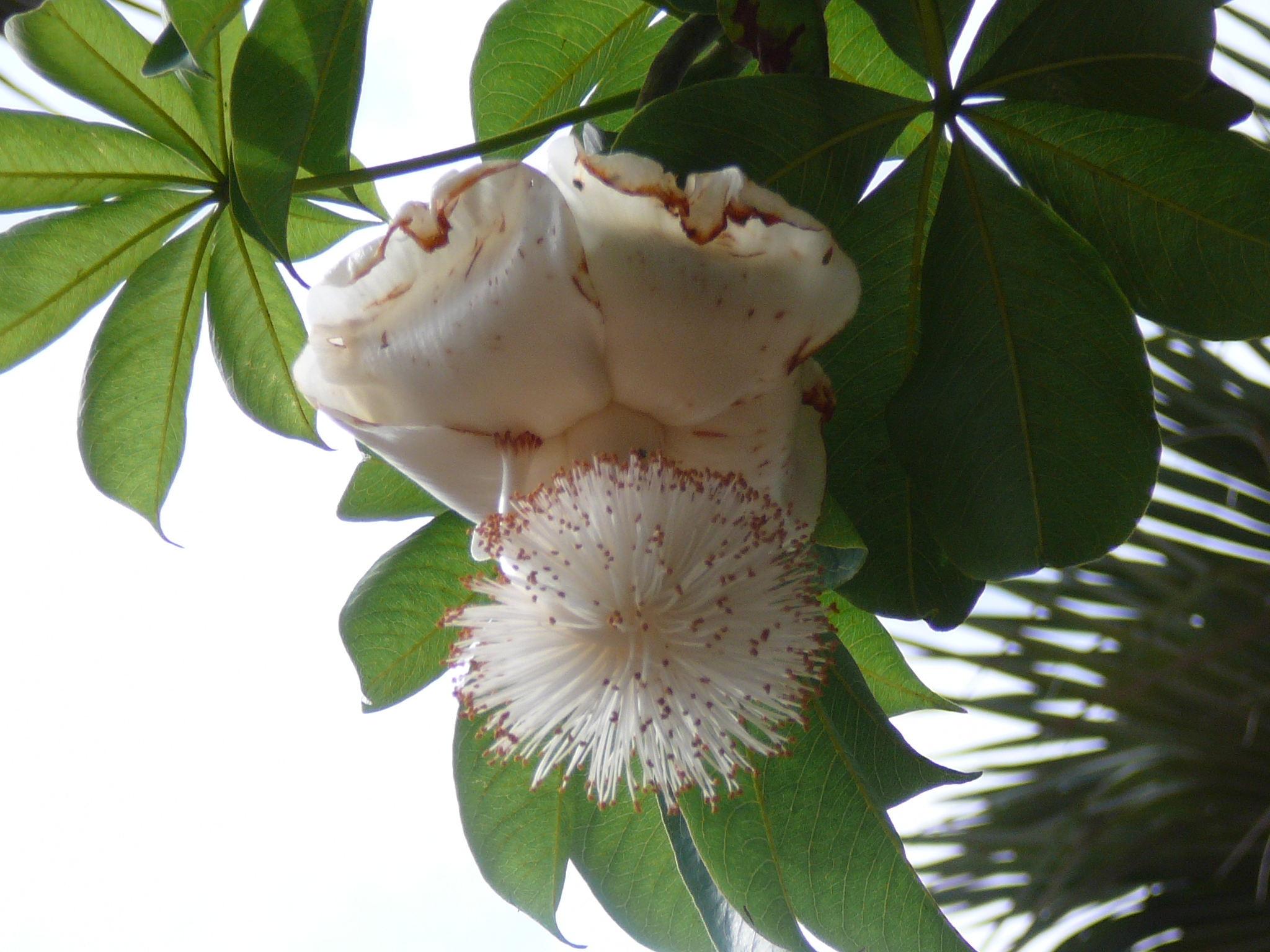
Kwiat

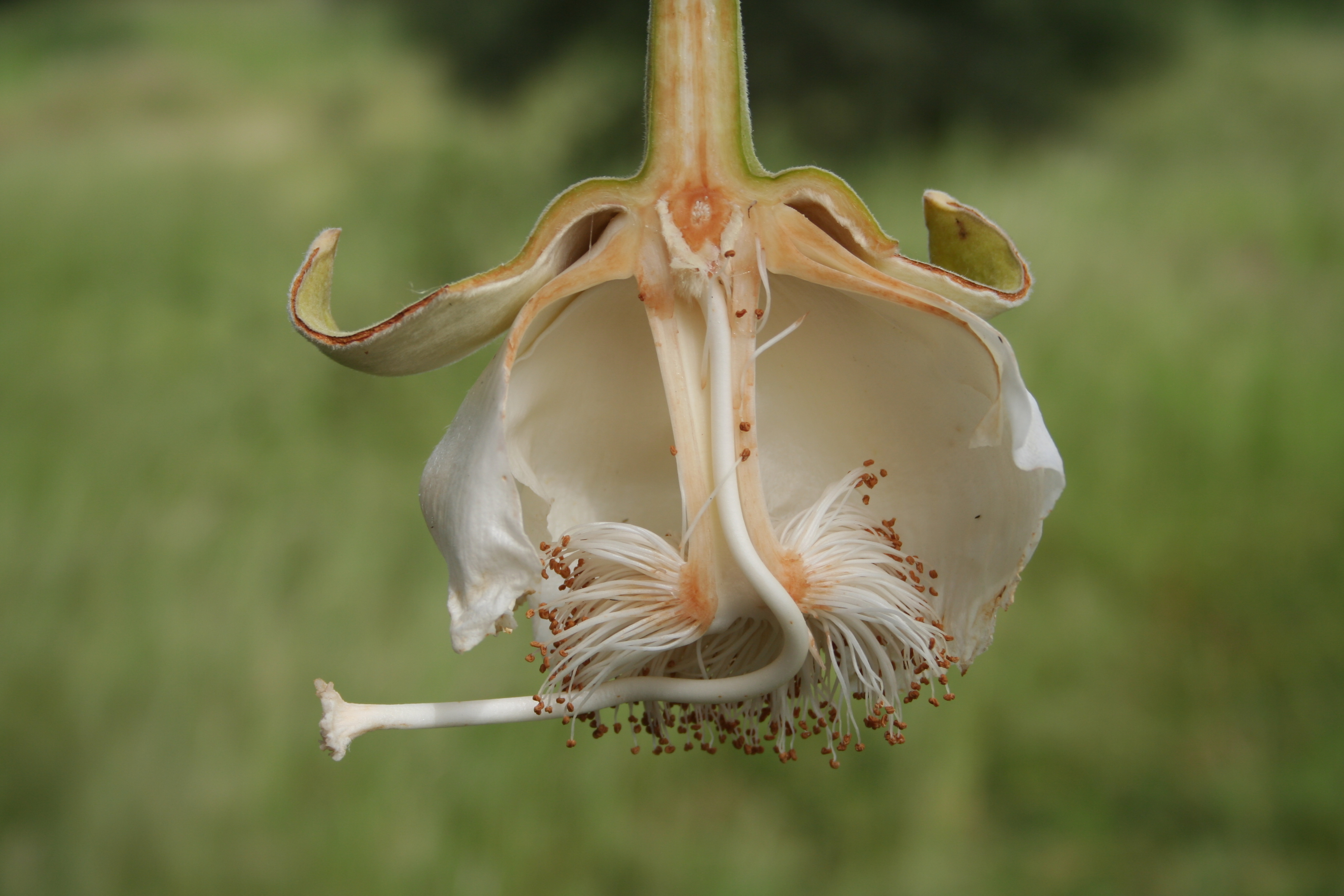
Przekrój podłużny kwiatu

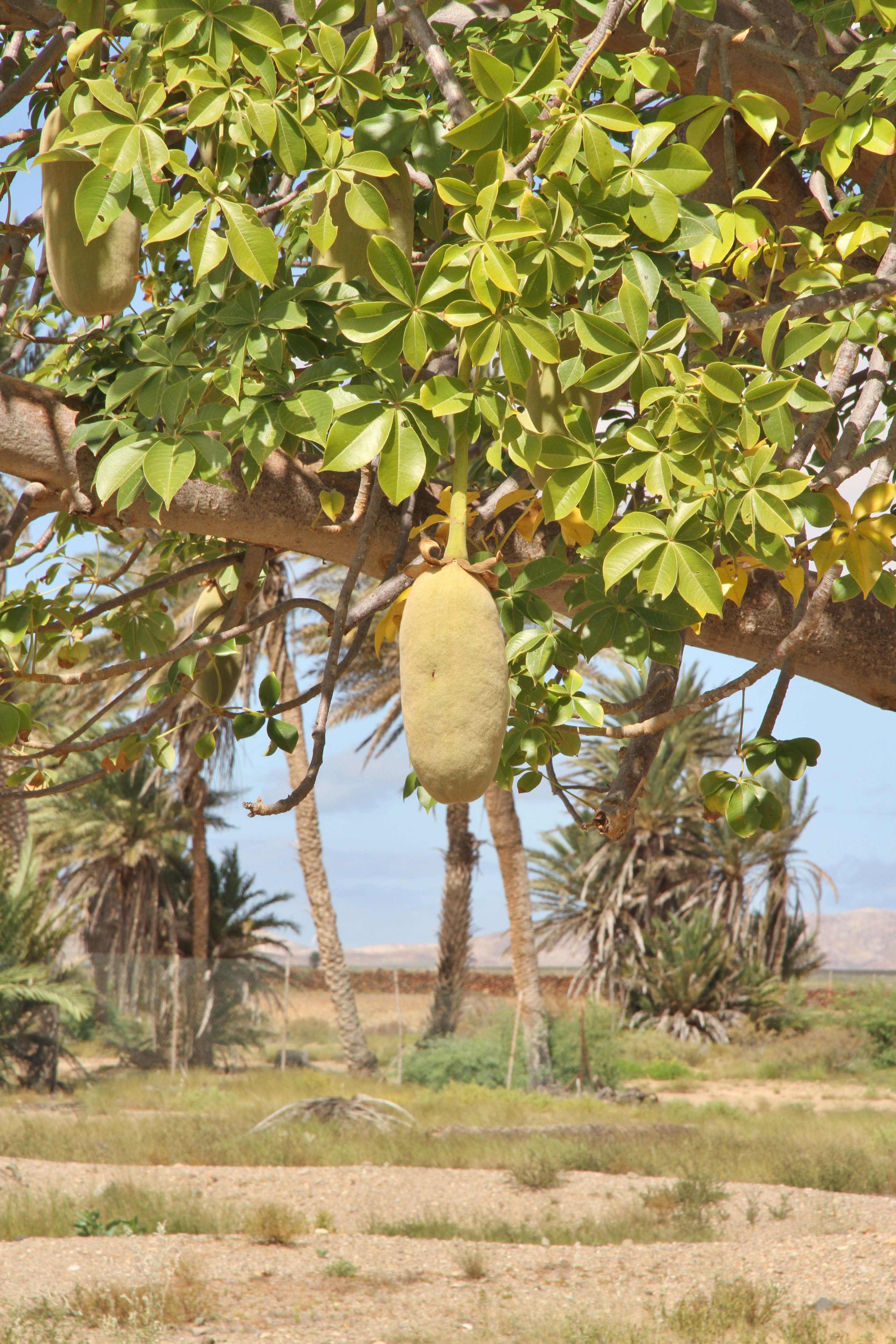
Liście i owoc

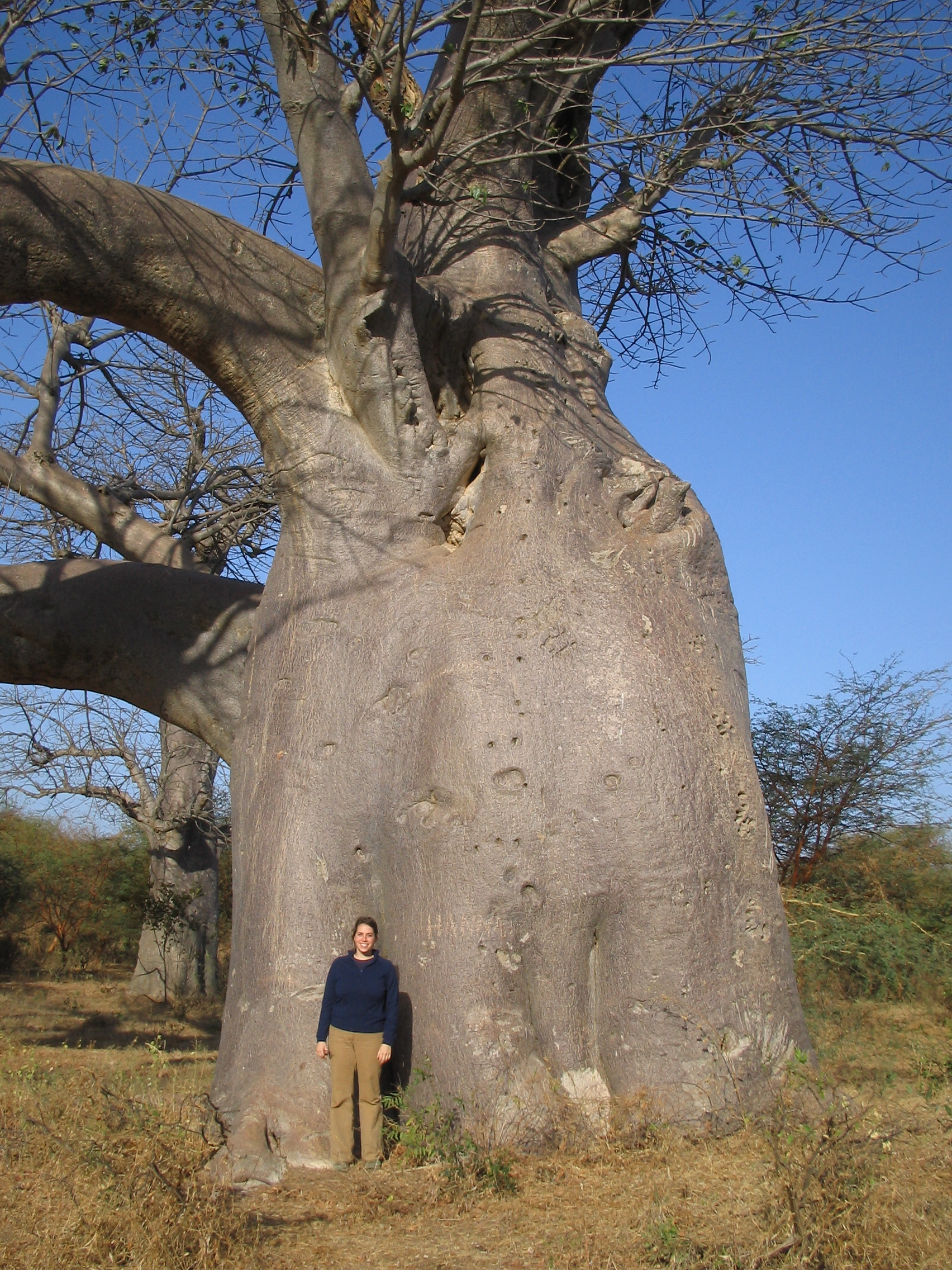
Pień

PokrójDrzewo o krótkim i pękatym pniu, przez większą część roku (w okresie suszy) bezlistne, poza tym okryte listowiem i licznymi, efektownymi kwiatami i okazałymi owocami.
PieńOsiąga średnicę ok. 9 m (30 m obwodu) przy wysokości drzewa nieprzekraczającej 12-18 m, cylindryczny, nisko rozgałęziony na kilka potężnych konarów. Kora jest gładka, gruba do 10 cm, wydziela gumowatą substancję. Drewno jest bardzo lekkie, porowate i gąbczaste. Wypełniony miękiszem wodnym pień może zawierać do 100 tysięcy litrów wody.
LiścieDłoniaste, złożone z 3-5–7 listków, pojawiają się po pierwszych deszczach. U młodych osobników liście są niepodzielone.
KwiatyO mdłym zapachu, obupłciowe, białe, pięciokrotne, duże (12–17 cm), zwisające na długich szypułkach i zapylane przez nietoperze. Pręciki zrośnięte są do połowy długości w rurkę, pylniki purpurowe, słupek 5-10-komorowy i znamieniu o tylu promieniach, ile jest komór. Kwitnie od maja do lipca.
OwoceWydłużone lub kuliste, o długości 20–30 (45) cm, o zdrewniałej łupinie i białym, kwaśnym miąższu, w którym znajdują się liczne, czarne, twarde nasiona o kształcie nerkowatym.

## Biologia i ekologia
Gatunek występuje na terenach otwartych, na równinach i sawannach. Ze względu na rozmiary pni jeszcze w pierwszej połowie XX wieku szacowano ich wiek na tysiące lat, później zweryfikowano te dane i okazało się, że drzewa dożywają przeciętnie 500 lat, rzadko osiągają 1000, a tylko pojedyncze, najstarsze okazy osiągnęły 2-2,5 tysiąca lat. Owoce są nazywane "małpim chlebem", gdyż są przysmakiem pawianów.

## Zastosowanie
- Roślina uprawna: bardzo często uprawiana przez tubylców w pobliżu osiedli. Sadzony również w Indiach oraz na Małych Antylach.
- Roślina lecznicza: liście, owoce i kora są szeroko stosowane jako środek przeciw febrze, dyzenterii, zapaleniu oczu czy chorobom nerek.
- Sztuka kulinarna: korzenie jednorocznych siewek są jadalne. Pędy są spożywane jak szparagi. Młode liście, bogate w witaminę C stanowią warzywo. Z mączystego miąższu owoców wytwarza się orzeźwiające napoje i zupy. Nasiona zawierają 38-63% jadalnego oleju, nieulegającego niemal jełczeniu[3].
- Z kory otrzymuje się bardzo mocne włókna, stosowane podobnie jak włókna juty lub do wyrobu papieru.
- Drewno, ze względu na swą lekkość, używane jest do sporządzania pływaków do sieci i łodzi[3].

## Zagrożenia
W latach 2005–2017 zaobserwowano w Afryce Południowej szybkie obumieranie największych i najstarszych baobabów, co uznawane jest za skutek zmian klimatu. Badacze z Uniwersytetu Babeș-Bolyai odnotowali, iż umarło 9 z 13 najstarszych i 5 z 6 największych drzew.